# Barbus hospes
Barbus hospes је зракоперка из реда Cypriniformes и фамилије Cyprinidae. 

## Угроженост
Ова врста је наведена као последња брига, јер има широко распрострањење и честа је врста.

## Распрострањење
Присутна је у следећим државама: Намибија и Јужноафричка Република.

## Станиште
Станишта врсте су речни екосистеми и слатководна подручја. 